# 高山町 (岐阜県)
高山町（たかやまちょう）は、岐阜県大野郡にあった町である。
現在の高山市の中心部とその周辺の地域である。元は飛騨高山藩の高山城城下町の商家町であった。

## 歴史
- 1588年（天正16年） - 金森長近が高山城を築城。城下町の商家町などが整備される。
- 1695年（元禄8年） - 飛騨国が幕府領となり、飛騨代官(後に飛騨郡代)が設置される。
- 1868年（慶応4年） - 飛騨郡代の管轄地域が一時的に笠松裁判所の管轄となる。その後、飛騨県を経て高山県の管轄となる。
- 1871年（明治4年） - 廃藩置県後の第1次府県統合によりにより、高山県は筑摩県となる。
- 1875年（明治8年）1月31日 - 高山一之町村、高山二之町村、高山三之町村が合併し、高山町となる。
- 1876年（明治9年）8月20日 - 筑摩県は分割され、旧・飛騨国の地域は岐阜県に合併される。この時点の高山町の人口は約14,000人であり、岐阜県では一番人口の多い町であった。
- 1889年（明治22年）7月1日 - 町村制施行に伴い、大野郡高山町が発足。
- 1895年（明治38年）11月3日 - 役場庁舎（現・高山市政記念館）の新築落成式を挙行[1]。
- 1925年（大正15年）10月1日 - 灘村を編入。
- 1936年（昭和11年）11月1日 - 大名田町と合併し市制施行。高山市となる。

## 地域
高山町の中心地であった地域は、現在の三町付近である。現在も城下町の古い町並みが残り、1979年（昭和54年）に「高山市三町伝統的建造物群保存地区」の名称で国の重要伝統的建造物群保存地区として選定されている。
- 高山町図書館

## 教育
- 岐阜県斐太中学校（現岐阜県立斐太高等学校）
- 岐阜県立斐太実業学校（後の岐阜県立高山高等学校）
- 高山東尋常小学校（現高山市立東小学校）
- 高山西尋常高等小学校（現高山市立西小学校）
- 高山南尋常小学校（現高山市立南小学校）

## 交通機関
- 高山本線
  - 通過のみ[2]

## 社寺
- 桜山八幡宮
- 真宗大谷派高山別院照蓮寺

## 史跡
- 高山城址
- 松倉城址